# U-20-Fußball-Weltmeisterschaft der Frauen 2010/Gruppe B
| Pl. | Land       | Sp. | S | U | N | Tore    | Diff. | Punkte |
| --- | ---------- | --- | - | - | - | ------- | ----- | ------ |
| 1.  | Schweden   | 3   | 2 | 1 | 0 | 006:400 | +2    | 07     |
| 2.  | Nordkorea  | 3   | 2 | 0 | 1 | 005:400 | +1    | 06     |
| 3.  | Brasilien  | 3   | 1 | 1 | 1 | 005:300 | +2    | 04     |
| 4.  | Neuseeland | 3   | 0 | 0 | 3 | 003:800 | −5    | 0      |

Gruppe B der U-20-Fußball-Weltmeisterschaft der Frauen 2010:

## Brasilien – Nordkorea 0:1 (0:0)
| Brasilien                                                             | Brasilien | Nordkorea | Nordkorea |
| --------------------------------------------------------------------- | --- | --- | --------- |
| Brasilien                                                             | \| 1. Spieltag \| \| 13. Juli 2010 um 11:30 Uhr in Bielefeld (FIFA U-20-Frauen-WM-Stadion) \| \| Zuschauer: 10.065 \| \| Schiedsrichterin: Alexandra Ihringová ( England) \| \| Spielbericht \| | \| 1. Spieltag \| \| 13. Juli 2010 um 11:30 Uhr in Bielefeld (FIFA U-20-Frauen-WM-Stadion) \| \| Zuschauer: 10.065 \| \| Schiedsrichterin: Alexandra Ihringová ( England) \| \| Spielbericht \|                                          | Nordkorea |
| Brasilien                                                             | Aline – Juliana Cardozo, Rafaelle, Aline Fernanda, Poliana (60. Leah) – Estergiane , Bruna, Camila (57. Thaynara), Andressa – Ketlen (66. Rafaela), Alanna Cheftrainer: Marcos Gaspar           | Hong Myong-hui – Hyon Un-hui, Yun Song-mi, Won Un-ha, Choe Un-ju, Choe Mi-gyong, Kim Myong-gum (58. Kim Un-hyang), Kim Chung-sim , Yun Hyon-hi (49. Ho Un-byol), Jon Myong-hwa (89. Kim Un-ju), Sin Sol-ryon Cheftrainer: Choe Kwang-sok | Nordkorea |
| Brasilien                                                             | 0:1 Ho Un-byol (69.) | | Nordkorea |
| 1. Spieltag                                                           | | |           |
| 13. Juli 2010 um 11:30 Uhr in Bielefeld (FIFA U-20-Frauen-WM-Stadion) | | |           |
| Zuschauer: 10.065                                                     | | |           |
| Schiedsrichterin: Alexandra Ihringová ( England)                      | | |           |
| Spielbericht                                                          | | |           |

## Schweden – Neuseeland 2:1 (0:1)
| Schweden                                                              | Schweden | Neuseeland | Neuseeland |
| --------------------------------------------------------------------- | --- | --- | ---------- |
| Schweden                                                              | \| 1. Spieltag \| \| 13. Juli 2010 um 14:30 Uhr in Bielefeld (FIFA U-20-Frauen-WM-Stadion) \| \| Zuschauer: 10.065 \| \| Schiedsrichterin: Carol Chénard ( Kanada) \| \| Spielbericht \|                                                                                             | \| 1. Spieltag \| \| 13. Juli 2010 um 14:30 Uhr in Bielefeld (FIFA U-20-Frauen-WM-Stadion) \| \| Zuschauer: 10.065 \| \| Schiedsrichterin: Carol Chénard ( Kanada) \| \| Spielbericht \|                                                                      | Neuseeland |
| Schweden                                                              | Hilda Carlén – Catrine Johansson, Emma Kullberg, Elin Borg, Mia Karlsson, Emilia Appelqvist , Sofia Jakobsson, Tilda Heimersson, Olivia Schough (68. Kristin Karlsson), Antonia Göransson (75. Amanda Wegerman), Jennifer Egelryd (59. Josefine Alfsson) Cheftrainer: Calle Barrling | Erin Nayler – Anna Green , Chelsey Wood (72. Nadia Pearl), Briony Fisher, Bridgette Armstrong, Hannah Wilkinson (72. Sarah McLaughlin), Betsy Hassett, Hannah Wall, Annalie Longo (84. Claudia Crasborn), Rosie White, Renee Leota Cheftrainer: Tony Readings | Neuseeland |
| Schweden                                                              | 1:1 Göransson (56.) 2:1 Göransson (67.) | 0:1 Wilkinson (33.) | Neuseeland |
| Schweden                                                              | Hassett (32.) | | Neuseeland |
| 1. Spieltag                                                           | | |            |
| 13. Juli 2010 um 14:30 Uhr in Bielefeld (FIFA U-20-Frauen-WM-Stadion) | | |            |
| Zuschauer: 10.065                                                     | | |            |
| Schiedsrichterin: Carol Chénard ( Kanada)                             | | |            |
| Spielbericht                                                          | | |            |

## Brasilien – Schweden 1:1 (0:1)
| Brasilien                                                             | Brasilien | Schweden | Schweden |
| --------------------------------------------------------------------- | --- | --- | -------- |
| Brasilien                                                             | \| 2. Spieltag \| \| 16. Juli 2010 um 15:00 Uhr in Bielefeld (FIFA U-20-Frauen-WM-Stadion) \| \| Zuschauer: 6.630 \| \| Schiedsrichterin: Hong Eun-ah ( Südkorea) \| \| Spielbericht \| | \| 2. Spieltag \| \| 16. Juli 2010 um 15:00 Uhr in Bielefeld (FIFA U-20-Frauen-WM-Stadion) \| \| Zuschauer: 6.630 \| \| Schiedsrichterin: Hong Eun-ah ( Südkorea) \| \| Spielbericht \|                                                                                            | Schweden |
| Brasilien                                                             | Aline – Leah, Juliana Cardozo, Estergiane , Raffaelle, Ketlen (46. Ludmila), Camila, Alanna (80. Rafaela), Andressa (63. Edna), Aline Carmago, Thaynara Cheftrainer: Marcos Gaspar      | Hilda Carlén – Catrin Johansson, Emma Kullberg, Elin Borg (34. Amanda Ilestedt), Mia Carlsson, Emilia Appelqvist , Josefine Alfsson, Sofia Jakobsson (82. Amanda Wegerman), Tilda Heimersson, Olivia Schough (50. Kristin Karlsson), Antonia Göransson Cheftrainer: Calle Barrling | Schweden |
| Brasilien                                                             | 1:1 Rafaelle (53., Foulelfmeter) | 0:1 Göransson (36.) | Schweden |
| Brasilien                                                             | Juliana (72.) | Alfsson (32.), Carlén (52.) | Schweden |
| 2. Spieltag                                                           | | |          |
| 16. Juli 2010 um 15:00 Uhr in Bielefeld (FIFA U-20-Frauen-WM-Stadion) | | |          |
| Zuschauer: 6.630                                                      | | |          |
| Schiedsrichterin: Hong Eun-ah ( Südkorea)                             | | |          |
| Spielbericht                                                          | | |          |

## Nordkorea – Neuseeland 2:1 (1:0)
| Nordkorea                                                             | Nordkorea | Neuseeland | Neuseeland |
| --------------------------------------------------------------------- | --- | --- | ---------- |
| Nordkorea                                                             | \| 2. Spieltag \| \| 16. Juli 2010 um 18:00 Uhr in Bielefeld (FIFA U-20-Frauen-WM-Stadion) \| \| Zuschauer: 6.630 \| \| Schiedsrichterin: Mercy Tagoe ( Ghana) \| \| Spielbericht \|                                                    | \| 2. Spieltag \| \| 16. Juli 2010 um 18:00 Uhr in Bielefeld (FIFA U-20-Frauen-WM-Stadion) \| \| Zuschauer: 6.630 \| \| Schiedsrichterin: Mercy Tagoe ( Ghana) \| \| Spielbericht \|                                                          | Neuseeland |
| Nordkorea                                                             | Hong Myong-hui – Hyon Un-hui, Yun Song-mi, Won Un-ha, Choe Un-ju, Choe Mi-gyong (84. Kim Un-ju), Kim Myong-gum, Kim Chung-sim (60. Kim Un-hyang), Yun Hyon-hi (48. Ho Un-byol), Jon Myong-hwa, Sin Sol-ryon Cheftrainer: Choe Kwang-sok | Erin Nayler – Anna Green , Briony Fisher, Bridgette Armstrong, Hannah Wilkinson, Betsy Hassett, Hannah Wall, Annalie Longo (85. Terri Amber Carlson), Rosie White, Nadia Pearl (77. Claudia Crasborn), Renee Leota Cheftrainer: Tony Readings | Neuseeland |
| Nordkorea                                                             | 1:0 Yun Hyon-hi (12.) 2:0 Kim Un-hyang (65., Foulelfmeter) | 2:1 Armstrong (90.) | Neuseeland |
| Nordkorea                                                             | Wilkinson (42.) | | Neuseeland |
| 2. Spieltag                                                           | | |            |
| 16. Juli 2010 um 18:00 Uhr in Bielefeld (FIFA U-20-Frauen-WM-Stadion) | | |            |
| Zuschauer: 6.630                                                      | | |            |
| Schiedsrichterin: Mercy Tagoe ( Ghana)                                | | |            |
| Spielbericht                                                          | | |            |

## Neuseeland – Brasilien 1:4 (0:1)
| Neuseeland                                                    | Neuseeland | Brasilien | Brasilien |
| ------------------------------------------------------------- | --- | --- | --------- |
| Neuseeland                                                    | \| 3. Spieltag \| \| 20. Juli 2010 um 14:30 Uhr in Dresden (Rudolf-Harbig-Stadion) \| \| Zuschauer: 12.683 \| \| Schiedsrichter: Dagmar Damková ( Tschechien) \| \| Spielbericht \|                                                   | \| 3. Spieltag \| \| 20. Juli 2010 um 14:30 Uhr in Dresden (Rudolf-Harbig-Stadion) \| \| Zuschauer: 12.683 \| \| Schiedsrichter: Dagmar Damková ( Tschechien) \| \| Spielbericht \| | Brasilien |
| Neuseeland                                                    | Erin Nayler – Anna Green , Briony Fisher, Bridgette Armstrong, Elizabeth Milne (46. Sarah McLaughlin), Betsy Hassett, Hannah Wall, Annalie Longo, Rosie White, Nadia Pearl, Renee Leota (72. Chelsey Wood) Cheftrainer: Tony Readings | Aline – Leah, Juliana Cardozo, Estergiane , Raffaelle, Camila, Alanna, Andressa (41. Edna), Aline Carmago, Thaynara, Ludmila (74. Debinha) Cheftrainer: Marcos Gasper               | Brasilien |
| Neuseeland                                                    | 1:3 White (89.) | 0:1 Ludmila (25.) 0:2 Leah (59.) 0:3 Debinha (87.) 1:4 Debinha (90.) | Brasilien |
| Neuseeland                                                    | Fisher (28.) | | Brasilien |
| 3. Spieltag                                                   | | |           |
| 20. Juli 2010 um 14:30 Uhr in Dresden (Rudolf-Harbig-Stadion) | | |           |
| Zuschauer: 12.683                                             | | |           |
| Schiedsrichter: Dagmar Damková ( Tschechien)                  | | |           |
| Spielbericht                                                  | | |           |

## Nordkorea – Schweden 2:3 (1:1)
| Nordkorea                                                            | Nordkorea | Schweden | Schweden |
| -------------------------------------------------------------------- | --- | --- | -------- |
| Nordkorea                                                            | \| 3. Spieltag \| \| 20. Juli 2010 um 14:30 Uhr in Augsburg (FIFA U-20-Frauen-WM-Stadion) \| \| Zuschauer: 26.273 \| \| Schiedsrichterin: Carol Chénard ( Kanada) \| \| Spielbericht \|                                                  | \| 3. Spieltag \| \| 20. Juli 2010 um 14:30 Uhr in Augsburg (FIFA U-20-Frauen-WM-Stadion) \| \| Zuschauer: 26.273 \| \| Schiedsrichterin: Carol Chénard ( Kanada) \| \| Spielbericht \|                                                                                           | Schweden |
| Nordkorea                                                            | Hong Myong-hui – Un Hoi-hyon, Song Mi-yun, Un Ha-won, Un Jo-choe, Mi Gyong-choe (60. Un Ju-kim), Myong Gum-kim (81. Kim Un-hyang), Chung Sim-kim , Hyon Hi-yun (55. Ho Un-byol), Myong Hwa-jon, Sol Ryon-sin Cheftrainer: Choe Kwang-sok | Hilda Carlén – Emma Kullenberg, Elin Borg, Mia Karlsson, Emilia Appelqvist , Josefine Alfsson, Sofia Jakobsson (90. Emile Lovgren), Tilda Heimersson (83. Sarah Stork), Amanda Ilestedt, Antonia Göransson, Kristin Karlsson (89. Jessica Samuelsson) Cheftrainer: Calle Barrling | Schweden |
| Nordkorea                                                            | 1:0 Myong Gum-kim (26.) 2:2 Myong Hwa-jon (62.) | 1:1 Jakobsson (43.) 1:2 Göransson (52.) 2:3 Dun Hoi Hyon (75., Eigentor) | Schweden |
| 3. Spieltag                                                          | | |          |
| 20. Juli 2010 um 14:30 Uhr in Augsburg (FIFA U-20-Frauen-WM-Stadion) | | |          |
| Zuschauer: 26.273                                                    | | |          |
| Schiedsrichterin: Carol Chénard ( Kanada)                            | | |          |
| Spielbericht                                                         | | |          |